# Чжан Дзедуань
Чжан Дзедуань (張擇端, 1085 — 1145) — китайський художник, один з провідних майстрів побутового жанру часів династії Сун.

## Життєпис
Народився у 1085 році в області Дун'у (сучасний повіт Чжучен, провінція Шаньдун). Юнаком приїхав до столиці м. Кайфен, де отримав професійну художню освіту. За роки правління імператора Хуей-цзуна був прийнятий в штат Академії живопису. Після загибелі імперії Північна Сун у 1127 році, він щасливо дістався до столиці нової імперії Південна Сун — м. Ліньань (на місці сучасного м. Ханчжоу, провінція Чжецзян), де знову став художником-академістом і до 1140-х років дослужився до високого поста дайчжао («що чекає імператорських вказівок»). Помер у 1145 році.

## Творчість
У каталогах палацових зібрань династій Мін та Цін називається декілька його втрачених згодом картин, зокрема, «Весна у горах», «Гора Уї», «Тайчжень у весняному купанні».
В історію китайського мистецтва Чжан Цзедуань увійшов завдяки єдиному доробку — «Цинмін шан хе ту» («Свято Цинмін на річці»), яке збереглося в кількох копіях, з яких найближчим до оригіналу визнається сувій (24,8 х528 см, шовк, туш) з пекінського Музею Гугун. Ця картина присвячена весняному святу Чистого світла (Цинмін), що справлялося в один з днів з 4-го по 6-е квітня, коли було заведено поминати пращурів і упорядковувати родинні могили. На ній зображено святкування Цинмін в столиці імперії Північна Сун, розташованої на берегах річки Бяньхе. Тому деякі мистецтвознавці нерідко називають цю картину «День поминання предків на річці Бяньхе».
Сувій починається з показу пейзажів в передмістях столиці, позначених ознаками наступаючої весни. У міру наближення малярського оповідання до центру міста, художній простір дедалі більше насичується зображеннями людей і будівель: відтворюються міські стіни, ворота, башти, квартали, пересічені вулицями, вуличками і провулками, забудовані всілякими будівлями, мостами через річку, що слугують місцем дії безлічі сценок святкового столичного життя, яке розгортаються на очах глядача. Натовпи ошатно одягнених городян розтікаються по вулицях; бродячі торговці ходять серед перехожих; покупці товчуться в лаві; караван верблюдів незворушно крокує по головній вулиці; човна, пливуть по річці, що заповнена любителями річкового катання; роззяви, розглядають їх, пробиваючись на мосту.
Всього на сувої зображено понад 550 осіб, близько 55 тварин, понад 20 човнів та 20 паланкінів й возів. Для кожного типу зображень художник знаходить особливу мальовничу і графічну характеристику: в архітектурних елементах і возах переважають рівні, прямі лінії, фігури людей та тварин виконані тонкими, хвилястими мазками. Художня цілісність сувою забезпечується єдністю теми, якій підпорядковані всі сюжетні лінії полотна, а також спільністю настрою і стилістичної манери живописця.
Значущість картини Чжан Цзедуань в історії китайського живопису визначається не тільки її найвищими художніми достоїнствами, але й тим, що з нею пов'язана важлива віха в еволюції окремого тематичного спрямування, званого в сучасному мистецтвознавстві «архітектурним стилем» — цзяньчжу-хуа («живопис будівель»).